# Najšibkejši člen
Najšibkejši člen je slovenski televizijski kviz, ki se je predvajal ob petkih zvečer na TV SLO 1 med letoma 2003 in 2005. Vodila ga je Violeta Tomič. Posnet je bil po licenci za britansko oddajo The Weakest Link produkcijske hiše BBC.
Ukinili so ga zaradi pomanjkanja prijav. V poslovilni oddaji so nastopili slovenski športniki Luka Špik, Rajmond Debevec, Urška Žolnir, Britta Bilač, Nataša Bokal, Nataša Kejžar, Sašo Udovič in Nik Zupančič.
Licenca je stala 200.000 tolarjev na oddajo. V 78 oddajah je skupno nastopilo 624 tekmovalcev. 

## Pravila
V kvizu je sodelovalo 8 ljudi, ki so odgovarjali na vprašanja različnih tem. V vsakem krogu so napredovali po denarni lestvici od 10.000 do 300.000 tolarjev. Za vsak pravilen odgovor so napredovali za eno stopnjo za vsak napačen pa padli na začetek (0 SIT).  
Pred vsakim novim vprašanjem so lahko z besedo vlagam shranili do takrat prislužen denar v banko ter ga s tem prenesli v naslednji krog. Po vsakem končanem krogu so tekmovalci na tablice napisali, kdo je za njih najšibkejši člen, ter jih pokazali. Tisti, ki je v posameznem krogu prejel največ glasov, je izpadel. 

## Gledanost
Leta 2003 ga je gledalo 16,1 odstotkov gledalcev ob 42-odstotnem deležu vseh gledalcev televizije. Leta 2004 ga je gledalo 15,9 odstotkov gledalcev ob 44-odstotnem deležu vseh gledalcev televizije. Leta 2005 ga je gledalo 11,6 odstotkov gledalcev.

## Zanimivosti
Leta 2004 so potrdili kot pravilnega napačen odgovor, da je izraelski dobitnik Nobelove nagrade za mir Ariel Šaron. V resnici je bil to Jicak Rabin leta 1994.

## Nagrade
- 2005 nagrada za najboljši televizijski stil: Violeta Tomič (11. podelitev revije Modna Jana)[8]